# Jonathan Lunine
Jonathan I. Lunine est un planétologue et physicien américain. Il enseigne les sciences physiques à l'Université Cornell où il est directeur du Centre de radio-physique et de recherche spatiale. Ayant publié plus de 200 articles de recherche, Lunine est à la pointe de la recherche sur la formation des planètes, leur évolution et leur habitabilité. Ses travaux portent sur l'étude des naines brunes, les géantes gazeuses et les satellites naturels. Il étudie également les objets du Système solaire possédant une chimie organique potentielle permettant des conditions prébiotiques, en particulier Titan.
Il est post-doctorant au Jet Propulsion Laboratory de la NASA. Il participe à la mission Cassini-Huygens pour Saturne, au télescope spatial James-Webb et à la mission Juno lancée vers Jupiter en 2011. Il est membre de l'Académie nationale des sciences, de l'Association américaine pour l'avancement des sciences et de l'Union américaine de géophysique. Il obtient un Bachelor en sciences en Physique et astronomie à l'Université de Rochester en 1980, puis un master en 1983 et un doctorat en 1985 en planétologie au California Institute of Technology.
En 1988, il reçoit le Prix Harold Clayton Urey.

## Publications
- (en) Earth: Evolution of a Habitable World, 2nd Edition (Cambridge University Press, 2013)
- (en) Astrobiology: A Multidisciplinary Approach (Pearson Addison-Wesley, 2005)